# 외즐렘 튀레지
외즐렘 튀레지(튀르키예어: Özlem Türeci, [ˈœzlɛm ˈtyrɛdʒɪ], 1967~)는 독일의 의사, 대학 교수, 기업인이다. 남편 우우르 샤힌과 함께 2001년 생명 공학 회사 가니메드 제약(Ganymed Pharmaceuticals)을 설립했고, 2008년 바이온텍을 설립했다.

## 생애
튀레지는 이스탄불에서 독일로 이민와 니더작센주 클로펜부르크군 라스트루프의 가톨릭 병원에서 근무한 터키인 외과 의사의 딸이다. 아버지의 고향은 흑해 연안의 도시 리제이다.
자를란트주 홈부르크에 있는 자를란트 대학교에서 의학을 전공했으며, 1994년 다형성에 대한 논문으로 박사 학위를 받았다. 이때 암 병동의 종양 전문의인 미하엘 프로인트슈 아래서 연구하던 미래의 남편인 우우르 샤힌을 만났다. 2000년 마인츠 대학교의 개인 강사로 합류, 암 면역 요법에서 두각을 나타냈다.
2001년 샤힌과 함께 가뉘메트 제약(Ganymed Pharmaceuticals)을 설립, 암에 대한 단클론 항체를 개발했다. 2016년 일본의 아스테라스 제약 이 가뉘메트 제약을 최소 4.22억 유로에 인수했다.
2008년 남편과 함께 암에 대한 면역 요법을 개발하는 바이온텍을 설립하고, 최고 의료 책임자(CMO)를 맡아 임상 연구와 개발을 담당하고 있다. 2020년 바이온텍은 코로나19 백신인 BNT162b2를 개발했다.
2002년 샤힌과 결혼했으며, 딸이 하나 있다.